# Spania la Concursul Muzical Eurovision Junior
Spania a debutat la Concursul Muzical Eurovision Junior în anul 2003.

## Rezultate
| An   | Gazda       | Artist        | Titlu                       | Poziție | Puncte |
| ---- | ----------- | ------------- | --------------------------- | ------- | ------ |
| 2003 | Copenhaga   | Sergio        | "Desde el cielo"            | 2       | 125    |
| 2004 | Lillehammer | María Isabel  | "Antes muerta que sencilla" | 1       | 171    |
| 2005 | Hasselt     | Antonio José  | "Te traigo flores"          | 2       | 146    |
| 2006 | București   | Dani          | "Te doy mi voz"             | 4       | 91     |
| 2019 | Gliwice     | Melani Garcia | "Marte"                     | 3       | 212    |
| 2020 | Varșovia    | Soleá         | "Palante"                   | 3       | 133    |
| 2021 | Paris       | Levi Díaz     | "Reír"                      | 15      | 77     |
| 2022 | Erevan      | Carlos Higes  | "Señorita"                  | 6       | 137    |
| 2023 | Nisa        | Sandra Valero |                             |         |        |

## Istoria voturilor(2003-2006)
Spania a dat cele mai multe puncte pentru ...
| Poziție | Țară         | Puncte |
| ------- | ------------ | ------ |
| 1       | România      | 42     |
| 2       | Danemarca    | 26     |
| 3       | Belgia       | 22     |
| 4       | Regatul Unit | 20     |
| 5       | Belarus      | 19     |

Spania a primit cele mai multe puncte de la ...
| Poziție | Țară    | Puncte |
| ------- | ------- | ------ |
| 1       | România | 40     |
| 2       | Belgia  | 39     |
| 3       | Grecia  | 35     |
| 4       | Suedia  | 34     |
| 5       | Cipru   | 33     |